# Sofia Manzano
Sofia Padua Manzano (São Paulo, 19 de maio de 1971) é uma economista, professora, e militante comunista brasileira filiada ao Partido Comunista Brasileiro (PCB).
É professora da Universidade Estadual do Sudoeste da Bahia (UESB) e militante do Partido Comunista Brasileiro (PCB) desde 1989. Nas eleições gerais de 2014, foi candidata à vice-presidência do Brasil, concorrendo com Mauro Iasi para a presidência. É membro do Comitê Central do PCB e foi presidente da União da Juventude Comunista (UJC). Foi lançada como pré-candidata à Presidência da República para as eleições gerais de 2022. Sua campanha presidencial foi oficializada em 30 de julho de 2022, tendo Antonio Alves como candidato a vice-presidente.

## Biografia
Sofia Manzano nasceu em 19 de maio de 1971, em São Paulo, e morou em Guarulhos na sua infância, até sua família se mudar para uma zona rural da cidade de Santa Isabel. Concluiu a educação básica entre a escola pública e instituições privadas de São José dos Campos e Santa Isabel, e retornou à cidade de São Paulo em 1988. Em 1989, participou na gravação do disco Zimbo Trio e as Crianças como flautista.
É graduada em Ciências Econômicas pela Pontifícia Universidade Católica de São Paulo (PUC-SP), mestre em Desenvolvimento Econômico pelo Instituto de Economia da Unicamp vinculado a Universidade Estadual de Campinas (Unicamp) e doutora em História Econômica pela Universidade de São Paulo (USP). Vive em Vitória da Conquista, na Bahia, desde 2013.
Manzano é militante do PCB desde 1989, ano de campanha presidencial. Em 1990, tomou parte no apoio às delegações de sindicalistas na Conferência de Praia Grande (SP), onde se decidiu a desfiliação do movimento sindical comandado pelo PCB da Central Geral dos Trabalhadores do Brasil e aprovou a filiação à Central Única dos Trabalhadores. Participou em todos os Congressos do Partido desde o IX Congresso do PCB (1991).
Em 1992, passou a integrar o Comitê Central da Reconstrução Revolucionária do PCB. No mesmo ano, com outros militantes comunistas, reorganizou a União da Juventude Comunista (UJC), e ocupou o cargo de presidência. Teve um papel importante no restabelecimento de contatos internacionais, passando na década de 1990 pela Colômbia, Argentina, Portugal e Cuba. Em Portugal, onde esteve duas vezes para atividades políticas da UJC, participou na reunião da Federação Mundial da Juventude Democrática (FMJD), que tinha o objetivo da reorganização, e que assegurou a permanência da UJC no Conselho Geral da FMJD. Como dirigente da UJC, participou da organização da delegação brasileira ao XIV Festival Mundial da Juventude, em julho de 1997. No Movimento Estudantil, Manzano foi dirigente do Centro Acadêmico Leão XIII, na PUC, e participou em vários congressos da União Nacional dos Estudantes.
Nas eleições gerais de 2014, foi candidata à vice-presidência do Brasil, concorrendo com Mauro Iasi para a presidência.
Nas eleições de 2022, foi lançada como candidata à Presidência da República pelo PCB. Na disputa presidencial, Sofia Manzano obteve a 9ª colocação, com 45.620 votos que representaram 0,04%. Destaca-se que o município de Dom Silvério (MG) foi o município onde ela obteve a maior votação proporcional, com 0,25% dos votos, sendo que uma das melhores colocações foi no município de Barra do Choça (BA), onde ela ficou em sexto lugar.

## Desempenho em eleições
| Ano  | Eleição      | Coligação     | Partido | Candidata a     | Votos          | Resultado  |
| ---- | ------------ | ------------- | ------- | --------------- | -------------- | ---------- |
| 2014 | Presidencial | sem coligação | PCB     | Vice-presidente | 47.845 (0,05%) | Não eleita |
| 2022 | Presidencial | sem coligação | PCB     | Presidente      | 45.620 (0,04%) | Não eleita |

## Obras
- Manzano, Sofia (2019). Economia política para trabalhadores 2 ed. São Paulo: Instituto Caio Prado Jr. 300 páginas. ISBN 9788566538007